# Michelle Benítez
Michelle Jonathan Benítez Valenzuela (* 12. Februar 1996 in Culiacán, Sinaloa) ist ein mexikanischer Fußballspieler auf der Position eines Stürmers.

## Laufbahn
Benítez begann seine Profikarriere beim Club Deportivo Guadalajara, mit dem er in der Clausura 2017 sowohl den Meistertitel als auch den Pokalwettbewerb gewann. Sein aktiver Anteil am Double-Gewinn des CD Guadalajara im ersten Halbjahr 2017 belief sich auf sechs Einsätze in der mexikanischen Fußballmeisterschaft sowie auf zwei Einsätze im mexikanischen Pokalwettbewerb.

## Erfolge
- Mexikanischer Meister: Clausura 2017
- Mexikanischer Pokalsieger: Clausura 2017